# U-171
U-171 — большая океанская немецкая подводная лодка типа IX-C, времён Второй мировой войны.

## История
Заказ на постройку лодки был отдан судостроительной компании АГ Везер в Бремене 23 декабря 1939 года. Лодка была заложена 1 декабря 1940 года под строительным номером 1011, спущена на воду 22 июля 1941 года, 25 октября 1941 года под командованием оберлейтенанта Гюнтера Пфеффера вошла в состав учебной 4-й флотилии. 1 июля 1942 года вошла в состав 10-й флотилии. Лодка совершила 1 боевой поход, в котором потопила 3 судна (17 641 брт).
Во время боевого похода 1 августа 1942 года была атакована гидросамолётом береговой охраны США в Мексиканском заливе. Была принята за потопленную позднее (30 августа) в 100 милях восточнее U-166. 9 октября 1942 года подорвалась на мине и затонула в Бискайском заливе вблизи Лорьяна в районе с координатами 47°39′ с. ш. 03°34′ з. д.. 22 члена экипажа погибли, 30 — были спасены.